# 오즈의 마법사: 돌아온 톰과 제리
《오즈의 마법사: 돌아온 톰과 제리》(Tom and Jerry: Back to Oz)은 2016년에 공개된 미국의 비디오 영화이다.